# Karl Szoldatics
Karl Szoldatics (Vienna, 23 ottobre 1906 – 12 febbraio 1950) è stato un calciatore austriaco, di ruolo centrocampista.

## Carriera

### Club
Ha giocato nel campionato austriaco e francese.

### Nazionale
Ha collezionato 4 presenze con la Nazionale austriaca.